# Polder Bleiswijk
Polder Bleiswijk c.a. is een poldergebied en een voormalig waterschap in de Nederlandse provincie Zuid-Holland. Het waterschap ontstond bij wijziging van het bijzonder reglement door de Staten van de provincie Zuid-Holland van 5 juli 1960, goedgekeurd bij Koninklijk Besluit van 21 november 1960 uit de De Drooggemaakte polders van Bleiswijk en een gedeelte van Hillegersberg.
Het maakt tegenwoordig deel uit van Hoogheemraadschap van Schieland en de Krimpenerwaard.

## Polders
- Klappolder
- Oosthoekeindse polder
- Overbuurtse polder
- Oosteindse polder
- Boterdorpse polder
- deel van polder De Honderdtien Morgen